# Коллация
Коллация (лат. Collatia) — древний латинский или сабинский город, находившийся на реке Аниен, примерно в 15 км к востоку от Рима и связанный с ним Коллатийской дорогой.

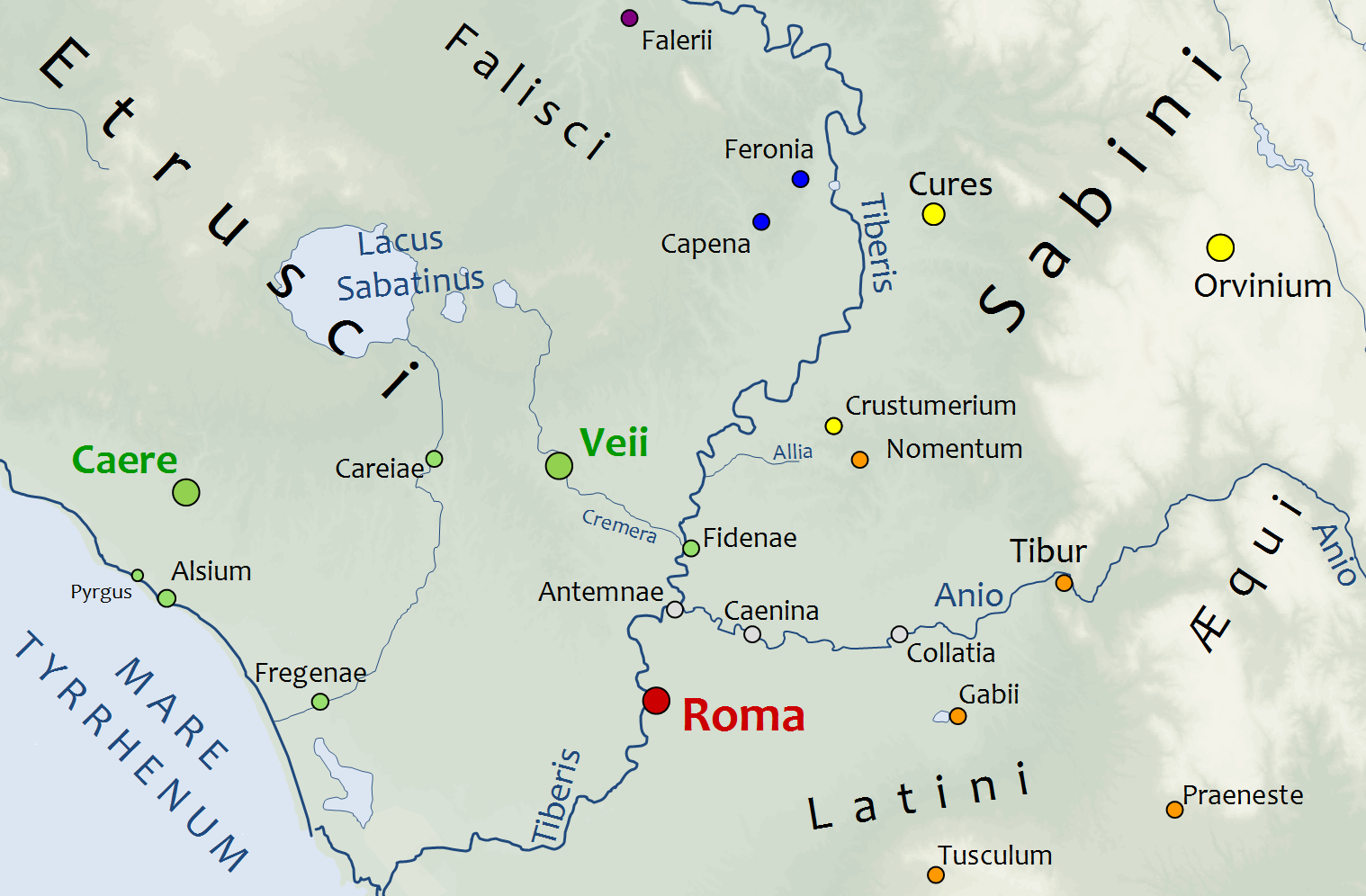
Расположение Коллации на карте Старого Лация.

Согласно Вергилию и Страбону была одним из городов, основанных выходцами из Альба-Лонги.
По словам Ливия, была захвачена Тарквинием Древним во время войны с сабинами, за победу над которыми этот царь в 585 до н. э. справил триумф. Из рассказа Дионисия Галикарнасского следует, что Коллация была взята в ходе кампании против соседних с Римом латинских городов, предпринятой в начале правления Тарквиния, а сабинская война была позже. После сдачи Коллации там был размещён гарнизон во главе с племянником царя Аррунтом Тарквинием, который стал пожизненным правителем с неограниченными полномочиями.
Аррунт получил прозвище «Коллатийский» (Collatinus), которое унаследовали его потомки. Его сыном или внуком был Луций Тарквиний Коллатин, также проживавший в Коллации. Именно в этом городе Секст Тарквиний изнасиловал жену Коллатина Лукрецию, и там же над её мёртвым телом Брут призвал к отмщению тиранам, и вместе с Коллатином, Спурием Лукрецием и Валерием Публиколой принес клятву ниспровергнуть в Риме царскую власть.
Ко временам Цицерона город потерял всякое значение, Страбон упоминает его среди поселений, которые уже нельзя назвать городами, но либо деревнями, либо частными владениями. Плиний Старший называет Коллацию в числе городов Лация, от которых не осталось следов.